# Portsmouth
Portsmouth ( [ˈpɔrtsməθ]) è una città di 223.312 abitanti (secondo il censimento 2021) che si trova nella contea dell'Hampshire, nella costa meridionale del Regno Unito. È stata un importante porto navale per secoli. Portsmouth è una città facente parte di un'area metropolitana di almeno mezzo milione di abitanti, con le vicine città di Havant, Gosport, Fareham e Waterlooville.
La maggior parte della città giace su un'isola chiamata isola di Portsea, che si trova dove il Solent sfocia nella Manica. L'isola è separata dal continente a nord da una stretta insenatura, con un ponte che la fa sembrare una penisola. Il porto riparato si trova ad ovest dell'isola e la grande baia del porto di Langstone è ad est.
La collina di Portsdown domina lo skyline; a nord e sud vi sono le acque del Solent, dove c'è anche l'isola di Wight. Portsmouth include i seguenti distretti residenziali: Buckland, Copnor, Cosham, Eastney, Fratton, Hilsea, Kingston, Milton, North End, Portsea, Paulsgrove, Somers Town.
Il porto di Portsmouth è sceso di importanza come porto militare, ma rimane comunque uno dei moli militari più importanti della Royal Navy (Marina reale inglese). C'è comunque un porto commerciale destinato al trasporto di passeggeri e merci verso il continente. Lo sviluppo dato da queste infrastrutture giovò il titolo di città nel 1926.

## Nome
L'origine del nome Portsmouth è argomento di disputa. Una leggenda popolare sostiene che provenga da "la bocca del porto" (il porto che c'era in origine a Portchester, precedentemente conosciuto come Portus Adurni). L'altra ipotesi principale è che il nome derivi da un capitano chiamato "Port" (un vecchio nome inglese comune), combinato con la parola anglosassone mutha. Inoltre la città è conosciuta con il soprannome di Pompey, il cui significato è parimenti sconosciuto, anche se esistono diverse ipotesi: l'ipotesi più accreditata è che tale nome derivi da "Po'm.P.", una contrazione di Portsmouth Point, nome presente sui registri navali

## Storia

### Passato della città
Anche se ci sono stati stanziamenti nella zona fin da prima del periodo romano, principalmente presso Portchester; Portsmouth è da considerarsi comunemente di fondazione del 1180 da Jean de Gisors (John of Gisors). Si crede secondo le antiche annotazioni che Portsmouth sia stata distrutta durante la conquista normanna. I dati più antichi e dettagliati di Portsmouth possono essere trovati nei Southwick Cartularies. Nel Domesday Book non c'è nessun accenno a Portsmouth. Comunque gli stabilimenti che più tardi hanno contribuito a formare Portsmouth, soprattutto Buckland (l'odierna Portsea), Copnor e Froddington (l'odierna Fratton) sono citati. A quel tempo si stimava che la zona di Portsmouth avesse una popolazione non superiore a due o tremila unità. Nel quartiere principale di Portsea c'era già una piccola chiesa, nel 1166, (ora St Mary at Kingston) ma la prima vera chiesa di Portsmouth è stata costruita nel 1181 quando John of Gisors donò un acro di terra (4.000 m²) al Priore di Southwick dei monaci agostiniani per costruire una cappella dedicata a Tommaso Becket. Questa cappella è stata tenuta in funzione dai monaci fino alla Riforma protestante dopo di che il relativo possesso è stato ceduto all'Università di Winchester. La moderna Cattedrale di Portsmouth è costruita sulla posizione originale della cappella.

### Crescita della città
Nel 1194, di ritorno dalla cattura per mano del duca Leopoldo V d'Austria, Riccardo I (Cuor di Leone) iniziò a richiamare a Portsmouth una flotta ed un esercito che aveva strappato John of Gisors. Il 2 maggio 1194 re Riccardo I concesse a Portsmouth il suo primo statuto reale garantendo alla città il permesso di svolgervi una fiera annuale di quindici giorni (che divenne nota come la Free Market Fair), di tenere mercati settimanali (il giovedì), di organizzare una corte locale che si occupasse di questioni minori, e l'esenzione dal pagamento della tassa annuale ("farm") di 18 sterline (i soldi sarebbero stati usati per questioni locali). L'originale dello statuto venne consegnato dal vescovo di Ely Guglielmo di Longchamp. Non si sa che fine abbia fatto l'originale, ma il suo testo sopravvive, poiché quando vennero concessi statuti successivi alla città, che ne confermavano ed estendevano i privilegi, ampi brani dello statuto originale vennero citati pari pari.
Poiché la mezzaluna e la stella ad otto punte (come appaiono sullo stemma cittadino) comparivano sia sul sigillo di Riccardo I sia su quello di William Longchamp, si ritiene comunemente che sia quella la loro origine, anche se non esistono prove documentali di ciò.
Re Riccardo in seguito fece costruire diverse case e un salone a Portsmouth. Si ritiene che il salone fosse sul luogo dove oggi sorgono le Clarence Barracks (l'area era nota in precedenza come Kingshall Green).
Nel 1200 re Giovanni emanò un altro statuto per Portsmouth, in cui riaffermava i diritti e i privilegi concessi da re Riccardo. Il desiderio di re Giovanni di invadere la Normandia risultò nella fondazione a Portsmouth di una base navale permanente.
Nel 1212 Guglielmo di Wrotham (Arcidiacono di Taunton, Custode delle Navi Reali), iniziò la costruzione dei primi moli di Portsmouth. All'incirca nello stesso periodo, Pierre des Roches (Vescovo di Winchester) fondò la Domus Dei (Ospedale di San Nicola) che funse da rifugio per i poveri e da ospizio fino al 1540 quando come altri edifici religiosi venne sequestrato da re Enrico VIII).
Durante il XIII secolo Portsmouth fu comunemente usata da Enrico III e da Edoardo I, come base per attacchi contro la Francia.
Nel XIV secolo l'interesse commerciale per la città era cresciuto considerevolmente, nonostante la rivalità con il porto della vicina Southampton. Tra i prodotti comunemente importati troviamo lana, cereali, farina, Isatis tinctoria, o guado, cera e ferro, ma quello più commerciato era il vino proveniente da Bayonne e Bordeaux.

### Guerra con la Francia
Nel 1338 una flotta francese guidata da Nicholas Behuchet arrivò al porto di Portsmouth, sventolando bandiere inglesi, senza che nessuno si accorgesse che si trattava di forze ostili. I francesi incendiarono gran parte degli edifici della città e molti tra la popolazione vennero massacrati o violentati. Solo la chiesa locale e la Domus Dei sopravvissero. Come risultato di ciò, Re Edoardo III diede ai cittadini scampati l'esenzione dalle tasse nazionali, di modo che potessero ricostruire la città.
Solo dieci anni dopo questa devastazione la città fu colpita per la prima volta dalla peste nota come morte nera. Allo scopo di impedire che Portsmouth ridiventasse una minaccia, i francesi saccheggiarono nuovamente la città nel 1369, 1377 e 1380.
Re Enrico V fu il primo sovrano a decidere di costruire delle fortificazioni permanenti attorno alla città. Nel 1418 egli ordinò la costruzione di una torre in legno all'imbocco del porto, che venne completata nel 1426. Comunque non fu che con la dinastia Tudor che la questione della difesa di Portsmouth venne affrontata seriamente. Sotto Enrico VIII la Round Tower venne ricostruita in pietra e venne innalzata la Square Tower. Fu allora che Robert Brygandine e Sir Reginald Bray, con l'appoggio del re, cominciarono la costruzione del primo bacino di carenaggio della nazione. Nel 1527 con parte dei soldi ottenuti dallo scioglimento dei monasteri, Enrico VIII fece costruire il forte divenuto noto come Southsea Castle.
Nel corso degli anni le fortificazioni di Portsmouth vennero aumentate da diversi monarchi, tra cui Enrico VII ed Elisabetta I, anche se gran parte di queste sono cadute in rovina o convertite in attrazioni turistiche.
Il 21 dicembre 1872, da Portsmouth, partì la spedizione Challenger.

### XX secolo

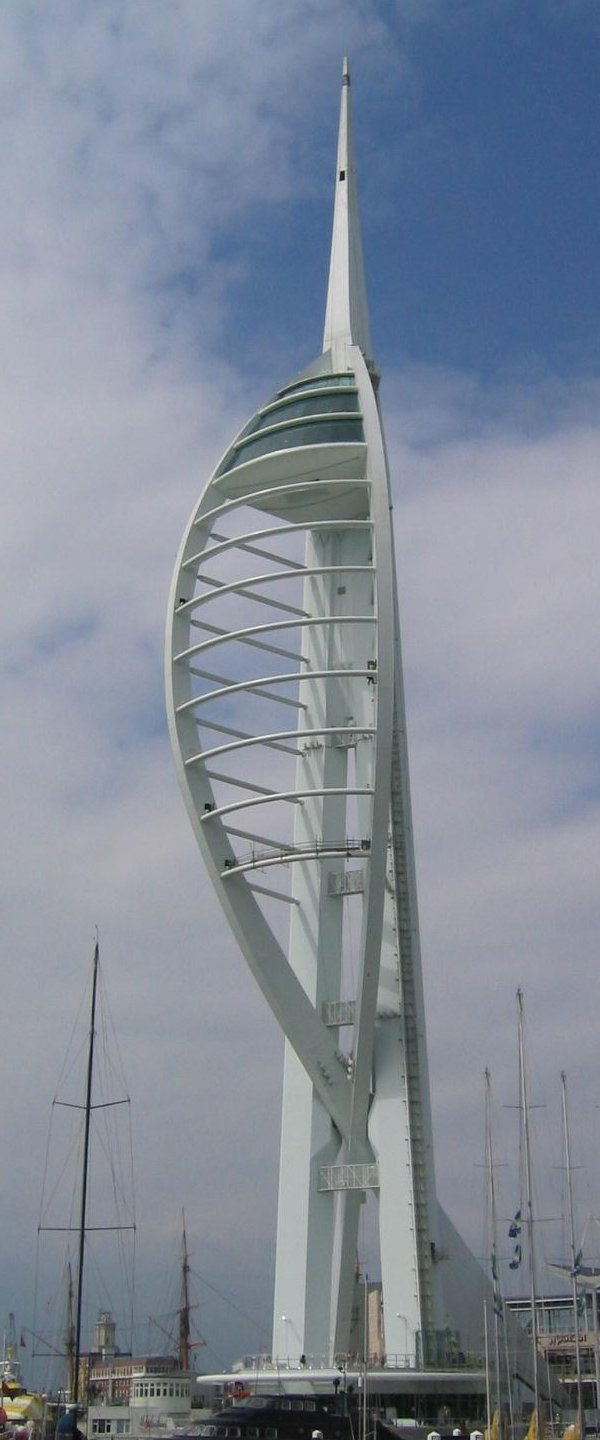
La Spinnaker Tower, vista da Gunwharf Quays.

La città venne bombardata intensamente durante la Seconda guerra mondiale. Benché da allora gran parte della città sia stata ricostruita, vengono ancora occasionalmente rinvenute delle bombe inesplose.
Nel 2003, venne iniziata la costruzione della Spinnaker Tower (alta 170 metri), collocata nel porto di Portsmouth a celebrazione della tradizione marinara della città. Completata nel 2005, la torre ha due piloni in cemento armato che si uniscono a metà altezza, formando una singola colonna sulla quale sono montate delle vele in acciaio; la piattaforma panoramica sulla cima fornisce una vista della città e del porto per i turisti.
Alla fine del 2004, il Tricorn Centre, soprannominato "L'edificio più brutto del Regno Unito" venne demolito dopo anni di rinvii, con discussioni sul costo dell'operazione e sull'opportunità di preservarlo come esempio dell'architettura brutalista degli anni 1960.
Il 5 giugno 2019 viene celebrato il D-Day (l'anniversario dello sbarco in Normandia) alla presenza della Regina Elisabetta, la Premier May e il Presidente degli Stati Uniti Donald Trump.

### Cronologia
- 1181 – Fondazione di una chiesa.
- 1194 – Portsmouth ottiene il suo "statuto reale"
- 1212 – Fondazione dei moli.
- 1212 – Il Domus Dei, primo ospedale della città, viene costruito.
- 1256 – Portsmouth ottiene il permesso di formare una gilda locale di mercanti.
- 1265 – La città viene saccheggiata e incendiata durante la seconda guerra dei baroni.
- 1338 – Invasori francesi bruciano gran parte della città.
- 1348 – La Morte Nera colpisce Portsmouth per la prima volta.
- 1426 – La prima opera difensiva permanente di Portsmouth (la Round Tower) viene completata.
- 1449 – Portsmouth viene posta sotto massima scomunica per via dell'assassinio di Adam Moleyns, Vescovo di Chichester.
- 1495 – Viene costruito il primo bacino di carenaggio della Gran Bretagna.
- 1510 – La Mary Rose viene costruita nei cantieri di Portsmouth.
- 1527 – Costruzione del Castello di Southsea.
- 1561 – La prima lotteria di stato della Gran Bretagna sovvenziona ulteriori fortificazioni.
- 1563 – 300 abitanti muoiono di peste.
- 1625 – La Morte Nera colpisce Portsmouth.
- 1729 – Fondazione della Royal Naval Academy.
- 1732 – Fondazione della Portsmouth Grammar School.
- 1760 – Costruzione del moderno Landport Gate.
- 1806 – A Portsmouth nasce Isambard Kingdom Brunel.
- 1809 – Viene fondata la città di Southsea.
- 1811 – Introduzione delle rete idrica a Portsmouth.
- 1812 – A Portsmouth nasce Charles Dickens.
- 1834 – Portsmouth viene colpita da un terremoto.
- 1835 – Il Municipal Reform Act del 1835 abolisce la giurisdizione di Southampton sul porto.
- 1861 – Viene costruito il Clarence Pier.
- 1872 – La spedizione Challenger parte da Portsmouth.
- 1890 – Costruzione della Town Hall di Portsmouth.
- 1898 – Viene fondato il Portsmouth Football Club, principale squadra di calcio cittadina.
- 1931 – La popolazione di Portsmouth raggiunge il quarto di milione.
- 1932 – Apre l'Aeroporto di Portsmouth.
- 1966 – Apre il Tricorn Centre.
- 1971 – L'Aeroporto di Portsmouth chiude dopo una serie di incidenti.
- 1991 – Completata la navata della Cattedrale di Portsmouth.
- 1994 – Portsmouth ospita una tappa del Tour de France.
- 2000 – Portsmouth viene allagata dopo il malfunzionamento del sistema di emergenza di drenaggio dell'acqua durante delle piogge intense.
- 2001 – MyTV (in seguito PortsmouthTV) inizia le trasmissioni.
- 2002 – Apertura del Gunwharf Quays.
- 2003 – Inizia la costruzione della Spinnaker Tower.
- 2004 – Demolizione del Tricorn Centre, gli ultimi negozi avevano chiuso nel 2002.
- 2005 – Inaugurazione della Spinnaker Tower il 18 ottobre.

## Società

### Evoluzione demografica
| Anno | Abitazioni | Popolazione     | Origine                            |
| ---- | ---------- | --------------- | ---------------------------------- |
| 1560 |            | 1.000 (stima)   | Portsmouth: a history di Patterson |
| 1801 | 5.310      | 32.160          | Censimento 1801                    |
| 1811 | 6.852      | 40.567          | Censimento 1811                    |
| 1821 | 8.627      | 45.048          | Censimento 1821                    |
| 1831 | 9.410      | 50.389          | Censimento 1831                    |
| 1841 | 9.886      | 53.032          | Censimento 1841                    |
| 1851 | 12.825     | 72.096          | Censimento 1851                    |
| 1861 | 15.819     | 94.799          | Censimento 1861                    |
| 1871 | 19.013     | 112.954         | Censimento 1871                    |
| 1881 | 22.701     | 127.989         | Censimento 1881                    |
| 1891 | 29.353     | 159.251         | Censimento 1891                    |
| 1901 | 36.368     | 188.133         | Censimento 1901                    |
| 1911 |            | 231.165         | Censimento 1911                    |
| 1921 |            | 247.343         | Censimento 1921                    |
| 1931 |            | 249.300         | Censimento 1931                    |
| 1951 |            | 233.545         | Censimento 1951                    |
| 1961 | 68.618     | 215.077         | Censimento 1961                    |
| 1971 |            | 197.431         | Censimento 1971                    |
| 1981 |            | 175.382         | Censimento 1981                    |
| 1991 |            | 177.142         | Censimento 1991                    |
| 2001 |            | 186.700 (stima) | Censimento 2001                    |

### Shopping
Nell'ultimo decennio il numero di negozi a Portsmouth è cresciuto notevolmente, a causa della florida economia locale e dei migliori collegamenti dei trasporti.
Le principali aree commerciali della città sono:
- Ocean Retail Park, un'area commerciale esterna alla città, situata sul lato nord-est di Portsea Island. Si trova vicino a dove sorgeva il vecchio aeroporto di Portsmouth, che chiuse nel 1973. Vi si trovano principalmente negozi che richiedono ampie superfici per la vendita di beni di consumo (mobili, elettrodomestici, computer).
- Cascades Shopping Centre, un centro commerciale costruito all'inizio degli anni 1990, con circa 75 negozi di vario tipo.
- Commercial Road, una strada che corre di fianco al Cascades Shopping Centre e contiene altri 50 negozi, prossima alla stazione ferroviaria di Portsmouth & Southsea.
- Gunwharf Quays una nuova zona commerciale aperta nel 2002, consiste di 85 negozi di moda, ristoranti e un cinema multisala. Si trova vicino alla stazione ferroviaria di Portsmouth Harbour e all'Hard Bus Interchange, ed è a distanza relativamente breve da Commercial Road.
- Bridge Centre un centro commerciale costruito nel 1988.

Altre zone commerciali comprendono North End, Fratton Road, Palmerston Road, Elm Grove e Albert Road.

## Cultura
Il musicista e compositore britannico Mike Oldfield ha dedicato alla città uno dei suoi brani, uno strumentale per fiati dal titolo "Portsmouth".

### Istruzione

#### Istruzione superiore
La città ospita una università, l'Università di Portsmouth, ma diversi college locali hanno il potere di consegnare degli HND.
Tra i college locali si trovano l'Highbury College, il più grande, specializzato in formazione professionale, il Portsmouth College, il South Downs College e l'Havant College che offrono tutti un misto di corsi professionali e accademici.

#### Istruzione secondaria
Le scuole secondarie locali sono: la Admiral Lord Nelson School, la City of Portsmouth Girls' School, la King Richard Secondary School, la Mayfield School, la Milton Cross School, la Priory School, la Springfield School, la St Edmund's RC School, la St Luke's CofE VA Secondary School e la The City of Portsmouth Boys' School.
Tra le scuole private troviamo la Mayville High School, la Portsmouth High School, la St John's College e la Portsmouth Grammar School.
Sia la Admiral Lord Nelson School che la Milton Cross School sono state costruite di recente per soddisfare la richiesta di una popolazione giovanile in crescita.

### Media
Portsmouth fu una delle prime città del Regno Unito ad avere una stazione televisiva locale, MyTV (che divenne in seguito PortsmouthTV) nel 2001. La stazione televisiva ha avuto un po' di successo ma la sua scarsa ricezione in alcune zone di Portsmouth ne ha limitato la crescita.
La stazione radiofonica locale è "107.4 The Quay". Altre stazioni regionali che coprono la parte centrale della costa meridionale sono: "Ocean FM", sui 96.7 e 97.5 FM, e "BBC Radio Solent" sui 96.1 FM. Prima di "107.4 The Quay", "Radio Victory" era la stazione locale di Portsmouth.
La città al momento ha solo un grande quotidiano locale The News. La Johnston Press, proprietaria della Portsmouth Publishing & Printing, che produce il The News, stampa anche un giornale settimanale che si occupa di temi locali, chiamato The Journal.

## Economia

### Turismo
La maggior parte delle attrazioni turistiche della città sono legate alla sua storia navale. Nell'ultimo decennio la zona portuale storica di Portsmouth ha avuto un necessario rinnovamento. Tra le attrazioni il D-Day museum, la HMS Victory che è stata restaurata nel porto, i resti della Mary Rose, recuperati dal fondale marino in anni recenti e la HMS Warrior.
Il tormentato progetto per costruire la Spinnaker Tower a Gunwharf Quays è stato completato nel 2005. La torre, alta 165 m, ha delle terrazze panoramiche a livello del suolo, a 100 m, 105 m, e 110 m. Un ascensore ad alta velocità interno è in funzione in uno dei due piloni, mentre l'altro è dotato di un ascensore panoramico esterno.
Altre attrazioni turistiche comprendono la casa natale di Charles Dickens, Cumberland House (un museo di storia naturale), e il Castello di Southsea.

## Infrastrutture e trasporti
La città ha varie stazioni principali, sulla linea diretta per Londra. Le stazioni di Portsmouth sono (in ordine, in periferia): Portsmouth Harbour, Portsmouth & Southsea, Fratton, Hilsea e Cosham.
Portsmouth Harbour ha linee passeggeri per Gosport e per l'Isola di Wight.
È in corso un dibattito sullo sviluppo della struttura di trasporti pubblici, con treni monorotaia e sotterranei, entrambi presi in considerazione. Esistono progetti per un collegamento ferroviario con Gosport e il complesso residenziale e commerciale di Port Solent. Per le stazioni esistenti è previsto un rinnovamento.
Ci sono tre collegamenti stradali con la terraferma. Questi sono la M275, la A3 (London Road) e la A2030 (Eastern Road).
Il prefisso telefonico di Portsmouth è (023), era in precedenza (01705), e prima ancora (0705).

### Sviluppi futuri
Il rinnovamento di Portsmouth è proseguito nel centro della città con la demolizione del Tricorn Centre, un centro commerciale e parcheggio da lungo tempo abbandonato, descritto come una "mostruosità in cemento armato". È ancora in corso un dibattito su cosa verrà costruito al suo posto.
La ricostruzione di Fratton Park, casa del Portsmouth Football Club prevede una capienza di 35.000 spettatori. Lo stadio verrà costruito per permettere a Portsmouth di competere con successo nella Premier League. Assieme allo stadio, verranno costruite 500 abitazioni in un progetto di sviluppo urbano chiamato Pompey Village. Questo è attualmente in fase di progettazione.

## Amministrazione
La città è amministrata dal consiglio cittadino di Portsmouth, che attualmente è un'autorità unitaria. Fino al 1º aprile 1997 era un distretto dell'Hampshire. I confini legalmente definiti dell'Hampshire, come venivano usati per scopi di amministrazione locale, vennero aggiustati nel 1997 dall'"Hampshire (Cities of Portsmouth and Southampton) (Structural Change) Order 1995". Comunque, per la maggior parte degli impieghi, come ad esempio i codici postali, la città è ancora considerata come parte dell'Hampshire.

### Gemellaggi
- Duisburg, dal 1950
- Reggio Calabria, dal 2012
- Caen, dal 1987

## Sport
La città è sede della squadra di calcio del Portsmouth Football Club, che gioca le partite in casa al Fratton Park. La squadra sta per costruire un nuovo stadio nello stesso posto. Il
Locks Sailing Club di Longshore Way è il principale club velico della città. Nel rugby, il Portsmouth Rugby Football Club gioca le sue partite in casa della London Division al Rugby Camp di Hilsea. Il club di canottaggio della città si trova a Southsea, vicino al terminal degli hovercraft.